# Giovanni De Gennaro
Giovanni De Gennaro, född 21 juli 1992, är en italiensk kanotist.

## Karriär
Vid olympiska sommarspelen 2024 i Paris tog De Gennaro guld i K-1.